# Wrightella coccinea
Wrightella coccinea är en korallart som först beskrevs av Ellis och Daniel Solander 1786.  Wrightella coccinea ingår i släktet Wrightella och familjen Melithaeidae. Inga underarter finns listade i Catalogue of Life.